# Passkey
Een passkey is een digitale sleutel die wordt gebruikt als authenticatiemethode voor een website of applicatie. Met een passkey kan in de praktijk veilig worden ingelogd op websites en apps, zonder het hoeven onthouden van verschillende complexe wachtwoorden.
Passkeys worden vaak opgeslagen door het besturingssysteem of de webbrowser, en zijn dan beschikbaar op elk apparaat. Echter kunnen ze ook beperkt zijn tot een enkel apparaat, zoals een fysieke beveiligingssleutel.
Enkele voordelen van een passkey zijn de praktische toepasbaarheid, bestendigheid tegen phishing, en het niet meer hoeven onthouden van een wachtwoord. Ook kan een passkey lastiger worden gehackt, omdat slechts een gedeelte van de digitale sleutel kan worden bemachtigd.
Passkeys zijn beschermd door het in bezit zijn van een fysiek apparaat of een beveiligingssleutel, en het gebruik van biometrie, zoals een vingerafdruk of gezichtsherkenning, als extra beveiliging.
De passkeystandaard wordt gepromoot door het World Wide Web Consortium (W3C) en de FIDO Alliantie.
De term passkey werd gepopulariseerd door Apple in 2022. Maar ook andere websites en apps als Microsoft, Google, Amazon.com, PayPal, NordVPN, TikTok en WhatsApp ondersteunen passkeys in hun producten.
Google kondigde in oktober 2023 aan om voortaan standaard een passkey te gebruiken voor authenticatie.